# Moreux (cráter)
Moreux es un cráter de impacto del planeta Marte situado al oeste del cráter Renaudot, al noroeste de Rudaux, al noreste de Luzin y al sureste de Lyot, a 41.8° norte y 44.4º este. El impacto causó un boquete de 138 kilómetros de diámetro. El nombre fue aprobado en 1973 por la Unión Astronómica Internacional, en honor al astrónomo francés Théophile Moreux (1867-1954).